# Українські Далекосхідні Окружні Ради
Українські Далекосхідні Окружні Ради —  територіальні  органи  національного  самоврядування українського населення на Зеленому Клині в 1917—1922 роках. 
Українські Далекосхідні Окружні Ради об’єднували й координували діяльність українських організацій на території певних округ — повітів або областей, а також вели реєстрацію українського населення.

## Історія
В липні 1917 року у Харбінi була заснована Маньчжурська Українська Окружна Рада, що стала першою створеною Окружною Радою на Зеленому Клині. У серпні 1917 починається  робота  з  організації  подібного  органу  у Владивостоці. Вже у квітні 1918 року Третій Український  Далекосхідний  з’їзд ухвалив створення Українських Окружних Селянсько-робітничих Рад на всьому Зеленому Клині.
Українські Далекосхідні Окружні Ради ради проіснували до 1922 року, коли були розпущені після окупації Зеленого Клину радянською владою.

## Структура
Всього було створено 10 Українських Окружних Рад:
- Благовіщенська Українська Окружна Рада, з центром у Благовіщенську.
- Свободненська Українська Окружна Рада, з центром у Свободному.
- Владивостоцька Українська Окружна Рада, з центром у Владивостоці.
- Микольськ-Уссурійська Українська Окружна Рада, з центром у Микольсько-Уссурійську.
- Іманська Українська Окружна Рада, з центром у Імані.
- Хабаровська Українська Окружна Рада, з центром у Хабаровську.
- Забайкальська Українська Окружна Рада, з центром у Читі.
- Сахалінська Українська Окружна Рада, з центром у Миколаївську-на-Амурі.
- Камчатська Українська Окружна Рада, з центром у Петропавловську-Камчатському.
- Маньчжурська Українська Окружна Рада, з центром у Харбіні.

В 1917—1918 роках існувала Амурська Українська Обласна Рада, з центром у Благовіщенську. В 1918 році обласна рада була реформована на дві окружні ради — Благовіщенську та Свободненську.
1921 року Хабаровська Українська Окружна Рада набула статусу Приамурської  Української Обласної Ради, діяльність якої охоплювала і частину Іманського повіту, яка фактично знаходилася у складі ДСР.
Крім Окружних рад на території Зеленого Клину, одна була за її межами, на території Китаю — Маньчжурська Українська Окружна Рада з центром у місті Харбін.
Одним із важливих напрямків діяльності Окружних Рад була реєстрація українського населення та видача відповідних посвідчень, що провадилося згідно з ухвалами ІІІ Українського Далекосхідного з'їзду. Це право було підтверджено мирним договором між УНР і РРФСР (1918 р.), згідно з яким Українські Окружні Ради на терені Росії отримали право виконувати функції консульських установ Української Держави.